# طول قوس

هنگامی که خط‌ها در امتداد هم قرار گیرند، منحنی یک پاره‌خط مستقیم را با درازای همان طول قوس منحنی ایجاد می‌کنند.

طول قوس یک مارپیچ لگاریتمی به عنوان تابعی از پارامتر θ آن.

تعیین طول قوس یک منحنی به راستش منحنی موسوم است. در طول تاریخ روش‌های متنوعی برای منحنی‌های متفاوت به‌کار گرفته می‌شد. با ابداع حساب دیفرانسیل و انتگرال فرمولی کلی برای این مسئله یافت شد که در برخی موارد عبارتی فرم بسته را برای پاسخ به این مسئله به دست می‌دهد.

## رویکرد کلی
هر منحنی در فضای اقلیدسی را می‌توان با وصل کردن تعداد محدودی نقطه به همدیگر با استفاده از پاره‌خط و ایجاد مسیر چندخطی تقریب کرد.
از آنجا که محاسبهٔ طول هر کدام از این پاره‌خط‌ها آسان است، مجموع این تقریب را می‌توان با مجموع‌یابی طول هر کدام از پاره‌خط‌ها پیدا کرد. این تقریب به «فاصلهٔ وتری جمعی» موسوم است.
اگر منحنی خود مسیری چندضلعی نباشد، بیشتر کردن تعداد پاره‌خط‌ها (یا کوتاه کردن طول هر پاره‌خط) تقریب را به منحنی نزدیک‌تر خواهد کرد.
برای برخی منحنی‌ها، عدد {\displaystyle L} چنان کوچکی وجود دارد که کوچکترین کران بالای هر تقریب چندضلعی است. چنین منحنی‌ای منحنی «راست‌شو» نام دارد و {\displaystyle L} طول قوس است.
فرمول بدست آوردن طول قوس عبارت است از:
{\displaystyle s=\int _{a}^{b}{\sqrt {1+\left({\frac {dy}{dx}}\right)^{2}}}dx.}